# Неттерей
59°12′04″ пн. ш. 10°24′28″ сх. д. / 59.201111111111° пн. ш. 10.407777777778° сх. д.
Неттерей (норв. Nøtterøy) — комуна у фюльке Вестфолл у Норвегії. Адміністративний центр комуни — місто Борггейм (Borgheim). Офіційна мова комуни — букмол.
Населення на 2007 рік становило 20 410 осіб. Площа комуни — 60,54 км², код-ідентифікатор — 0722.

## Персоналії

### Народилися
- Трюгве Браттелі (1910—1984) — норвезький політик, прем'єр-міністр Норвегії (1971—1972, 1973—1976)
- Фред Антон Маєр (1938—2015) — норвезький ковзаняр, олімпійський чемпіон, чемпіон світу і Європи
- Ян Педер Сюсе (1930—1997) — норвезький адвокат і політик, прем'єр-міністр Норвегії (1989—1990)